# Imielin
Imielin (en silésien : Imjelin) est une ville du powiat de Bieruń-Lędziny, dans la voïvodie de Silésie en Pologne. Un massacre y eut lieu lors de la campagne de Pologne pendant la Seconde Guerre mondiale.

## Géographie

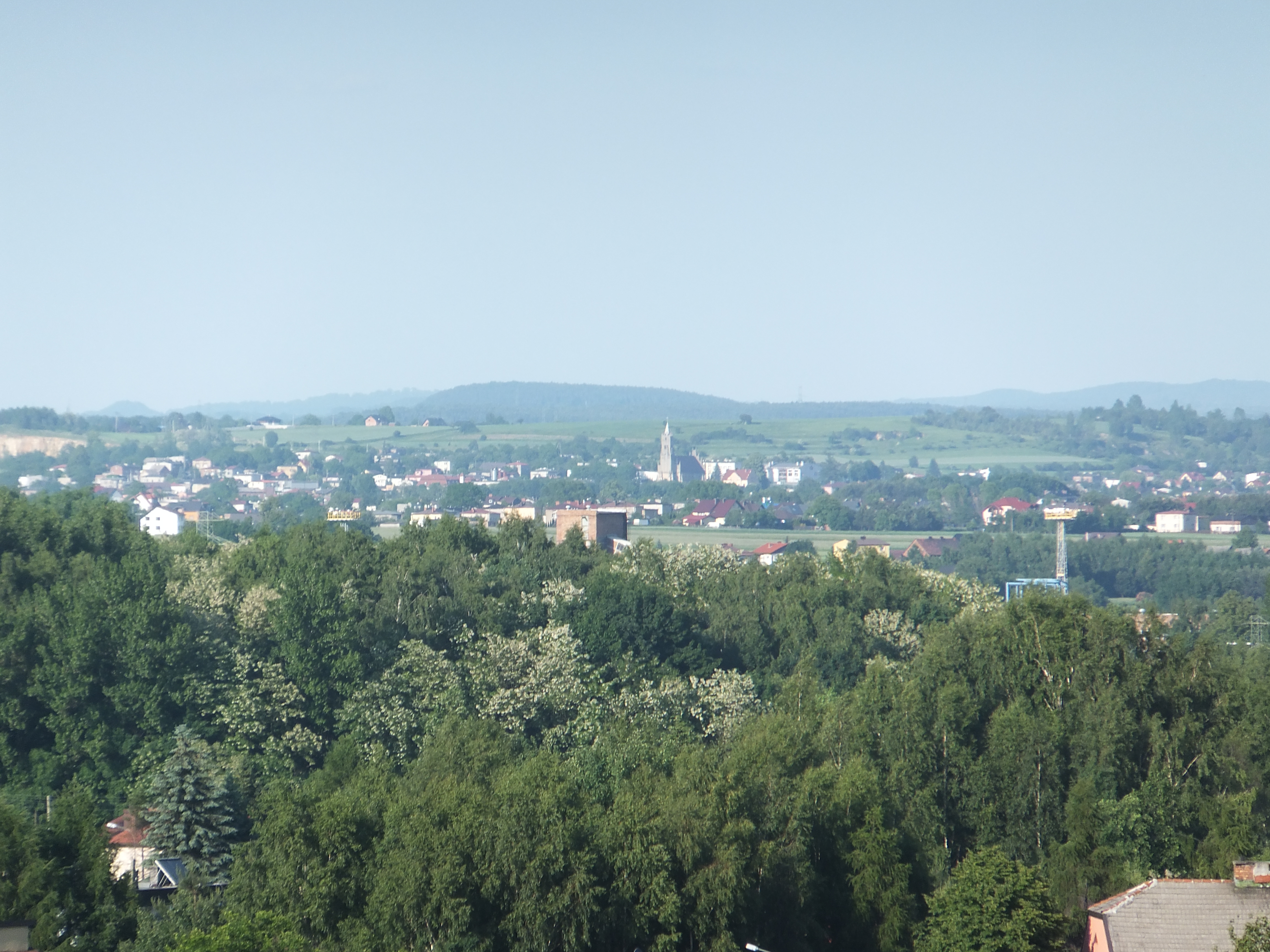
Vue sur Imielin.

La ville se situe dans l'extrême est de la région historique de Haute-Silésie, sur la rive ouest de la Przemsza qui constitue la frontiére avec la région de Petite-Pologne à l'est. Elle se trouve à 18 kilomètres au sud-est de Katowice.

## Histoire
Le lieu fut mentionné pour la première fois en 1386. À ce temps, la localité se trouvait à la frontière orientale du duché de Racibórz, l'un des principautés silésiennes faisant partie de la couronne de Bohême. Imielin, de même que les villages voisins de Kosztowy et Chełm, était peu accessible, dissimulée par une forêt verdoyante à la tête du bassin de la Kłodnica. Cela a incité le duc Jean II, en 1391, à donner les domaines à Jean Radlica, évêque de Cracovie.
Après la première guerre de Silésie, en 1742, le roi Frédéric II de Prusse a déclaré toute la région silésienne s'étendant jusqu'à la rive de la Przemsza comme son territoire. Pendant les guerres napoléoniennes, le général français Jean Lannes agissant pour le compte du duché de Varsovie exigea la restitution d'Imielin ; néanmoins, après le congrès de Vienne, le domaine a été incorporé dans le district d'Oppeln au sein de la Silésie prussienne. Le territoire à l'est de la Przemsza faisait partie de la ville libre de Cracovie et fut annexée par l'empire d'Autriche en 1846. Bien placé sur le plan des voies de communication entre les villes de Katowice, Oświęcim et Tychy, Imielin a grandi constamment.
Après la Première Guerre mondiale, par le plébiscite de Haute-Silésie en 1921, la région a été rattachée à la république de Pologne. Au cours de la campagne de Pologne en 1939, elle fut occupée par les forces de l'Allemagne nazie.